# Nystalea conchyfera
Nystalea conchyfera är en fjärilsart som beskrevs av Achille Guenée 1852. Nystalea conchyfera ingår i släktet Nystalea och familjen tandspinnare. Inga underarter finns listade i Catalogue of Life.